# Pseudocyclosorus paraochthodes
Pseudocyclosorus paraochthodes är en kärrbräkenväxtart som beskrevs av Ren-Chang Ching, K.H. Shing och J.E Cheng. Pseudocyclosorus paraochthodes ingår i släktet Pseudocyclosorus och familjen Thelypteridaceae. Inga underarter finns listade.